# Di (folk)

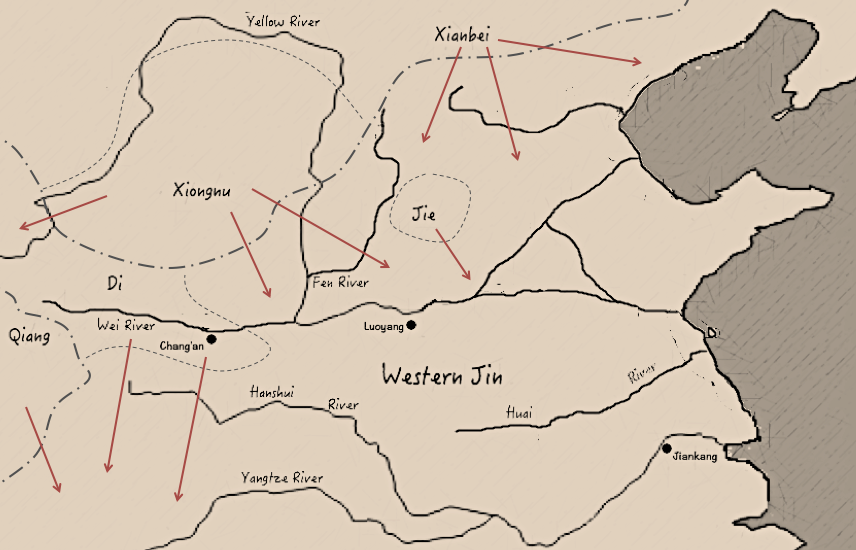
Karta som visar Dis utbredning under Jindynastin (265–420).

Di (氐; Dī) är en historisk semi-nomadfolk som levde i västra Kina.
Di var etniska släktingar till Qiang och tanguterna. Under kinesiska Handynastin (206 f.Kr.–220) levde Di i det som idag är Gansu, västra Shaanxi och norra Sichuan. Difolket har sitt ursprung kring berget Qiuchi. Under Jindynastin (265–420) levde många kring den kinesiska huvudstaden Chang’an, och år 296 så gjorde Di uppror mot det kinesiska styret. Dis ledare Qi Wannian (齊萬年) utropade sig som kejsare, men slogs ner efter tre år.
Under perioden De sexton kungadömena grundade Di flera riken såsom  Tidigare Qin (351–395), Senare Liang (386–403), Qiuchi (296–473) och Cheng Han (304–347). Tillsammans med Xiongnu, Xianbei, Jie och Qiang benämndes Di som en av Fem barbarer.